# Bennettiodendron
Bennettiodendron é um género botânico pertencente à família Salicaceae.

## Espécies
- Bennettiodendron cordatum